# Nueva Zelanda en la Segunda Guerra Mundial

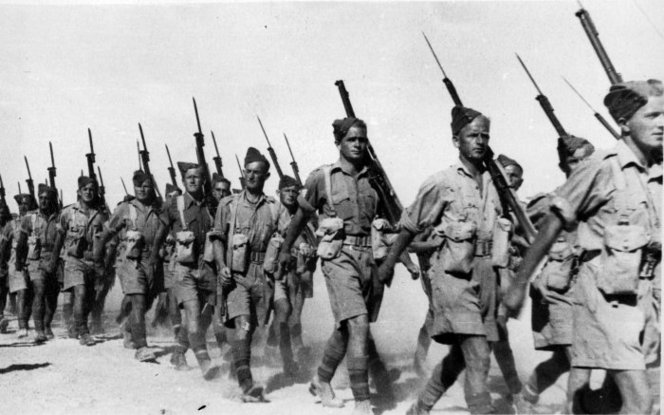
Soldados de la 2.ª NZEF, 20.º Batallón, Compañía C marchando en Baggush, Egipto, septiembre de 1941.

La historia militar de Nueva Zelanda durante la Segunda Guerra Mundial comenzó cuando Nueva Zelanda entró en la Segunda Guerra Mundial declarándole la guerra a la Alemania nazi junto con el Reino Unido en 1939, y se extendió a la guerra del Pacífico cuando Nueva Zelanda le declaró la guerra al Imperio del Japón tras el ataque a Pearl Harbor en 1941.
Poco después, las fuerzas de Nueva Zelanda estaban sirviendo en Europa y más allá, donde su reputación fue, por lo general, muy buena. Concretamente, la fuerza de neozelandeses que estuvo destinada en el norte de África y Europa meridional era conocida por su fuerza y determinación, y de forma única en ambos bandos.
Nueva Zelanda proporcionó personal para el servicio en la Real Fuerza Aérea (RAF) y en la Marina Real británicas y estaba dispuesta a que los neozelandeses sirvieran bajo mando británico. Hubo muchos casos de neozelandeses al mando de tropas en solitario, ya fueran propias o una mezcla de las suyas y extranjeras; entre los comandantes más destacados se encuentran el teniente general Bernard Freyberg y el teniente coronel Fred Baker. Su asentamiento en el norte de África y Grecia, concretamente durante la primera y segunda batallas de El Alamein y la campaña de Creta al mando de Freyberg, fue generalmente conocido en ambos bandos por su fuerza, eficacia y conexión «espiritual». Se envió a pilotos de la Real Fuerza Aérea de Nueva Zelanda (RNZAF), muchos formados en el Plan de Formación Aérea de la Comunidad Británica, a Europa, pero, a diferencia de los otros dominios, Nueva Zelanda no insistió en que sus tripulaciones aéreas sirvieran en escuadrones de la RNZAF, lo que aceleró el ritmo de entrada en servicio. El Grupo del Desierto de Largo Alcance se formó en el norte de África en 1940 con voluntarios neozelandeses y rodesianos, así como británicos, pero no incluía australianos por la misma razón.
El Gobierno neozelandés puso la división neozelandesa de la Marina Real a disposición del Almirantazgo y puso a disposición de la RAF 30 nuevos bombarderos medios Wellington que esperaban en el Reino Unido para ser enviados a Nueva Zelanda. El Ejército neozelandés aportó la 2.ª Fuerza Expedicionaria de Nueva Zelanda (2NZEF).

## Antecedentes
Diplomáticamente, Nueva Zelanda[¿quién?] había expresado su oposición al fascismo en Europa y también al apaciguamiento de las dictaduras fascistas, y el sentir nacional a favor de una fuerte demostración de fuerza contó con el apoyo general. Las consideraciones económicas y defensivas también motivaron la participación de Nueva Zelanda: la dependencia del Reino Unido significaba que las amenazas a este se convertían también en amenazas a Nueva Zelanda en términos de lazos económicos y defensivos.[cita requerida]

También existía un estrecho lazo sentimental entre la antigua colonia británica y el Reino Unido, y muchos veían al Reino Unido como la «madre patria» o su «hogar». Esto se vio reforzado por el estatus de Nueva Zelanda como «dominio blanco» del Imperio británico. El primer ministro neozelandés de la época, Michael Joseph Savage, resumió esta situación al estallar la guerra con una declaración emitida el 5 de septiembre (redactada en gran parte por el procurador general Henry Cornish) que se convirtió en un clamor popular en Nueva Zelanda durante la guerra:
Es con gratitud hacia el pasado y con confianza hacia el futuro que nos alineamos sin miedo al lado de Gran Bretaña. ¡Adonde ella vaya, nosotros iremos! ¡Donde ella está, nosotros estamos! 

## Declaración de guerra a la Alemania nazi
El estado de guerra con Alemania se declaró oficialmente desde las 21:30 del 3 de septiembre de 1939 (hora local), simultáneamente con el del Reino Unido, pero de hecho la declaración de guerra de Nueva Zelanda no se hizo hasta que se recibió confirmación del Reino Unido de que su ultimátum a Alemania había expirado. Cuando Neville Chamberlain comunicó la declaración de guerra británica, un grupo de políticos neozelandeses (encabezados por Peter Fraser porque el primer ministro Michael Savage padecía una enfermedad terminal) la escucharon en la radio de onda corta de la habitación de Carl Berendsen en los edificios del Parlamento. Debido a las interferencias de la radio, no estaban seguros de lo que había dicho Chamberlain hasta que más tarde se recibió un mensaje telegráfico codificado desde Londres. Este mensaje no llegó hasta justo antes de la medianoche porque el mensajero con el telegrama en Londres se había refugiado debido a un falso aviso de bombardeo. El gabinete actuó tras escuchar la notificación del Almirantazgo a la flota de que había estallado la guerra. Al día siguiente, el gabinete aprobó cerca de 30 reglamentos de guerra según lo establecido en el Libro de Guerra, y después de completar las formalidades con el Consejo Ejecutivo, el gobernador general, lord Galway, emitió la proclamación de guerra, con fecha retroactiva a las 21:30 horas del 3 de septiembre.

## Frente interno

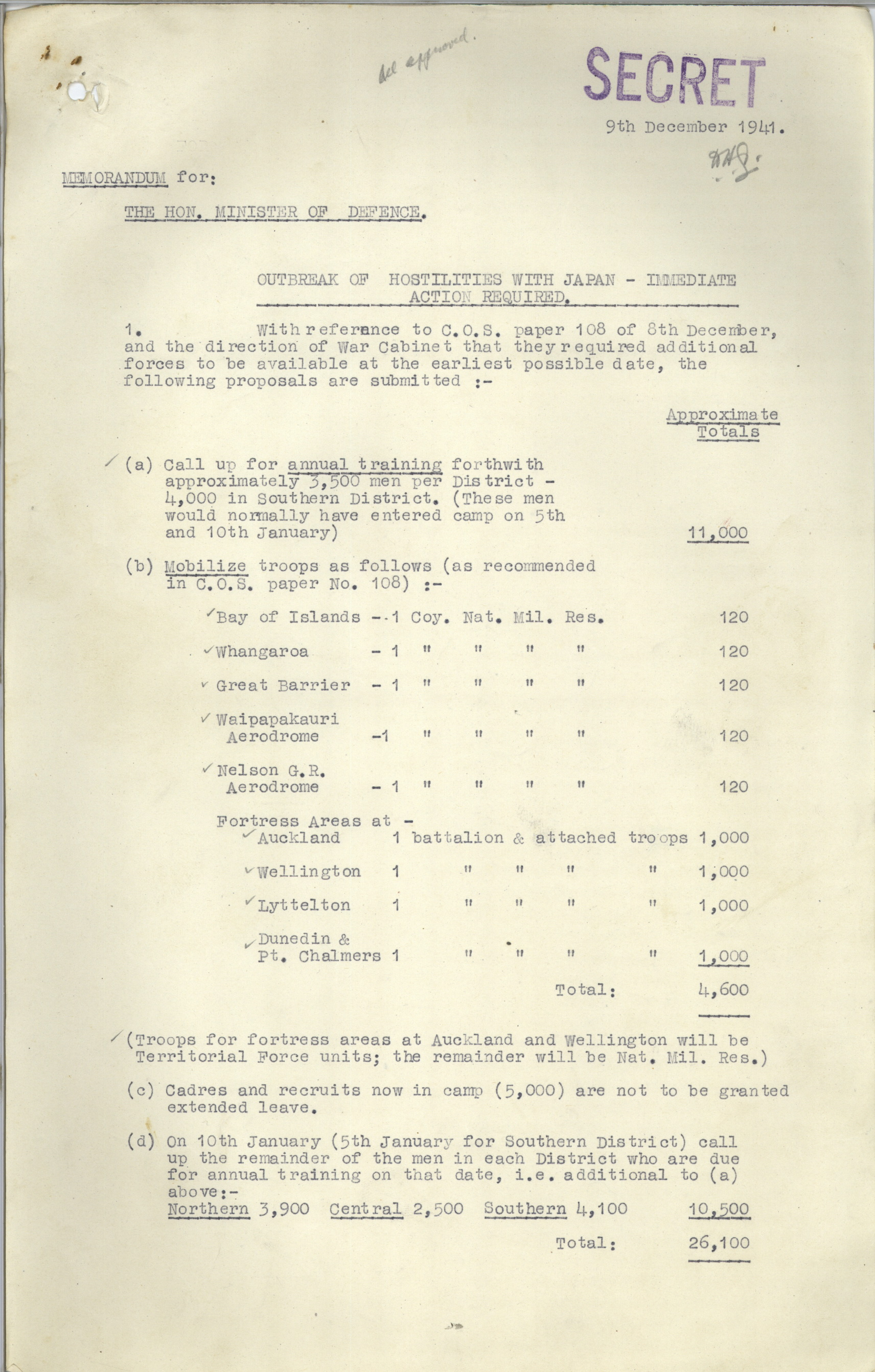
Memorándum del 9 de diciembre de 1941, por el que se dispone la movilización de tropas neozelandesas.

En total, unos 140 000 neozelandeses sirvieron en el extranjero para el esfuerzo bélico aliado, y unos 100 000 hombres adicionales fueron armados para la Guardia Nacional. En su punto álgido en julio de 1942, Nueva Zelanda contaba con154 549 hombres y mujeres en armas (sin contar la Guardia Nacional) y, al final de la guerra, un total de 194 000 hombres y 10 000 mujeres habían servido en las Fuerzas Armadas en el país y en el extranjero.
Se crearon servicios auxiliares para mujeres: el Women's Auxiliary Army Corps fue el más importante, seguido del Women's Auxiliary Air Force y, a continuación, el Women's Royal New Zealand Naval Service.[cita requerida]
El reclutamiento se introdujo en junio de 1940 y el voluntariado para el servicio militar cesó a partir del 22 de julio de 1940, aunque el alistamiento en la Fuerza Aérea y la Marina siguió siendo voluntario. Las dificultades para llenar el segundo y tercer escalón para el servicio en el extranjero en 1939-1940, los desastres aliados de mayo de 1940 y la demanda pública dieron lugar a su introducción. Cuatro miembros del gabinete, incluido el primer ministro Peter Fraser, habían sido encarcelados por actividades contra el reclutamiento en la Primera Guerra Mundial, el Partido Laborista se oponía tradicionalmente a él y algunos miembros seguían exigiendo «el reclutamiento de la riqueza antes que el de los hombres». A partir de enero de 1942, los trabajadores podían ser «mano de obra» o ser destinados a industrias esenciales.
El acceso a las importaciones se vio obstaculizado y el racionamiento dificultó mucho algunas cosas. La escasez de combustible y caucho se superó con planteamientos novedosos. En Nueva Zelanda, la industria pasó de las necesidades civiles a la fabricación de material de guerra. Nueva Zelanda y Australia suministraron la mayor parte de los alimentos a las fuerzas estadounidenses en el Pacífico Sur. Con los compromisos anteriores de suministrar alimentos al Reino Unido, esto provocó que tanto el Reino Unido como Estados Unidos (MacArthur) se quejaran de que los alimentos fueran a parar al otro aliado (y que el Reino Unido comentara las asignaciones de raciones mucho más generosas para los soldados estadounidenses; el general George Marshall admitió que la ración de carne era demasiado grande, pero no iba a cuestionar la ración establecida por el Congreso). En 1943 se produjo una crisis de mano de obra y, finalmente, la retirada de la Tercera División del Pacífico. Para paliar la escasez de mano de obra en el sector agrícola, en 1940 se creó el New Zealand Women's Land Army; un total de 2711 mujeres sirvieron en granjas de toda Nueva Zelanda durante la guerra.

### Actividad naval del Eje en aguas neozelandesas
Asaltantes de superficie y submarinos alemanes y japoneses operaron en aguas neozelandesas en varias ocasiones en 1940, 1941, 1942, 1943 y 1945, hundiendo un total de cuatro buques mientras aviones de reconocimiento japoneses sobrevolaban Auckland y Wellington preparándose para una prevista invasión japonesa de Nueva Zelanda.[cita requerida]
Durante el invierno de 1944, el Gobierno aceleró las obras de construcción de muelles e instalaciones de reparación en Auckland y Wellington a petición británica, para complementar las bases y astilleros de reparación en Australia necesarios para la Flota Británica del Pacífico.

## Fuerzas terrestres

### Campaña griega
Las autoridades neozelandesas desplegaron a la 2.ª Fuerza Expedicionaria de Nueva Zelanda (2NZEF) para el combate en tres escalones, todos destinados originalmente a Egipto, pero uno desviado a Escocia (llegaría allí en junio de 1940) tras la invasión alemana de Francia.[cita requerida] En abril de 1941, tras un periodo entrenando en Egipto, la 2.ª División de Nueva Zelanda de la 2NZEF, destinada en Egipto, fue desplegada para participar en la defensa de Grecia ante la invasión de las tropas italianas, y más tarde también de las fuerzas alemanes cuando se incorporaron a la invasión.[cita requerida] Esta defensa se organizó junto a unidades británicas y australianas: el contingente de la Mancomunidad, del tamaño de un cuerpo de ejército, al mando del general británico Henry Maitland Wilson, conocido en conjunto como Fuerza W, apoyó a un debilitado Ejército griego.[cita requerida]
El 6 de abril, cuando los panzers alemanes iniciaron un rápido avance hacia Grecia, las tropas británicas y de la Mancomunidad se vieron superadas por los flancos y se vieron obligadas a retirarse. El 9 de abril, Grecia se vio obligada a rendirse y las 40 000 tropas de la Fuerza W iniciaron la retirada del país hacia Creta y Egipto; las últimas tropas neozelandesas partieron el 29 de abril.[cita requerida]
Durante esta breve campaña, los neozelandeses tuvieron 261 caídos en combate, 1856 capturados y 387 heridos.

### Creta
Dos de las tres brigadas de la 2.ª División de Nueva Zelanda habían sido evacuadas a Creta desde Grecia (la tercera y el cuartel general de la división fueron a Alejandría). Los neozelandeses reforzaron la guarnición de Creta con un total de 34 000 soldados británicos y de la Mancomunidad (25 000 evacuados de Grecia) junto a 9000 soldados griegos. Evacuado a Creta el 28 de abril tras ignorar la orden de marcharse el 23 de abril, el general neozelandés Freyberg se convirtió en el comandante de las fuerzas aliadas en Creta el 30. Las interceptaciones Ultra de las señales alemanas ya habían alertado a los mandos aliados de los planes alemanes de invadir Creta con Fallschirmjäger (paracaidistas de la Luftwaffe). Sabiendo esto, el general Freyberg empezó a preparar las defensas de la isla, impedido por una falta de equipo moderno y pesado, ya que las tropas de Grecia se habían tenido que marchar en la mayoría de los casos solo con sus armas personales. Aunque los planes alemanes subestimaban las cifras griegas, británicas y de la Mancomunidad y presuponían incorrectamente que la población cretense acogería la invasión, Freyberg seguía enfrentándose a la dura posibilidad de que incluso unos paracaidistas ligeramente equipados podían desbordar las defensas de la isla.
La Operación Mercurio comenzó el 20 de mayo a alrededor de las 08:15, cuando la Luftwaffe alemana desplegó Fallschirmjäger en torno al aeródromo de Máleme y la zona de La Canea mediante saltos en paracaídas y planeadores. La mayoría de las fuerzas neozelandesas estaban desplegadas en esta zona noroeste de la isla y, junto a las tropas británicas y griegas, infligieron grandes bajas a los ataques alemanes iniciales. A pesar de la derrota casi total de sus tropas de desembarco al este del aeródromo y en la región de Galatás, los alemanes lograron afianzarse a media mañana al oeste del aeródromo de Máleme (zona de la 5.ª Brigada), a lo largo del cauce del río Tavronitis y en el valle de Ayía al este (zona de la 10.ª Brigada, apodada «Prison Valley»).

#### Máleme

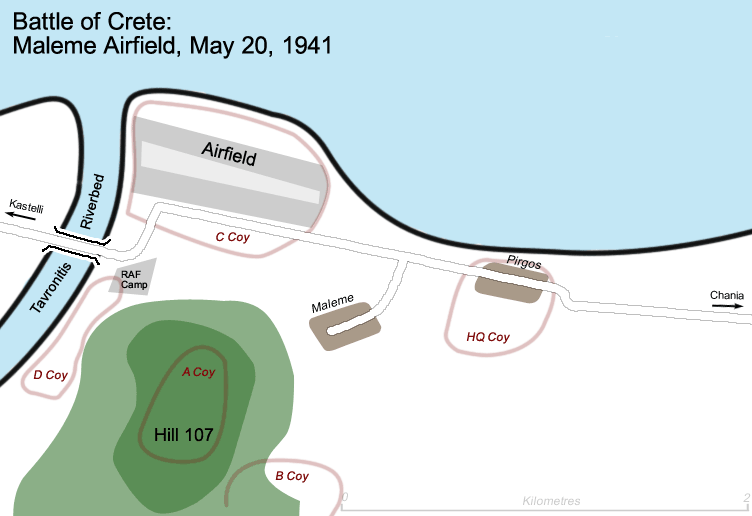
Mapa de las posiciones del 22.º Batallón de la 2.ª División de Nueva Zelanda en Máleme durante la batalla de Creta, 20 de mayo de 1941

A lo largo de la mañana, la situación del 22.º Batallón neozelandés, compuesto por 600 hombres, que defendía el aeródromo de Máleme empeoró rápidamente. El batallón había perdido el contacto telefónico con el cuartel general de la brigada, el cuartel general del batallón (en Pirgos) había perdido el contacto con las compañías C y D, destinadas en la pista de aterrizaje y a lo largo de la ladera Tavronitis de la colina 107 (véase el mapa) respectivamente, y el comandante del batallón, el teniente coronel Leslie Andrew (Cruz Victoria) no tenía ni idea de la fuerza de paracaidistas enemigos a su oeste, ya que sus puestos de observación carecían de aparatos inalámbricos. Mientras que un pelotón de la compañía C situado al noroeste del aeródromo, más cerca del mar, fue capaz de repeler los ataques alemanes a lo largo de la playa, los ataques a través del puente Tavronitis por Fallschirmjäger fueron capaces de superar a las posiciones más débiles y tomar el campamento de la Real Fuerza Aérea. Sin saber si las compañías C y D habían sido superadas y con morteros alemanes disparando desde el lecho del río, el coronel Andrew (con un contacto inalámbrico poco fiable) ordenó el disparo de señales blancas y verdes, la señal de emergencia designada para el 23.er Batallón (al sureste de Pirgos), a las órdenes del coronel Leckie, para contraatacar. La señal no fue detectada y se hicieron nuevos intentos de transmitir el mensaje en vano. A las 17:00, se estableció contacto con el general de brigada James Hargest en el cuartel general de la 2.ª División de Nueva Zelanda, pero Hargest respondió que el 23.er Batallón estaba luchando contra paracaidistas en su propia zona, una afirmación falsa y no verificada.
Ante una situación aparentemente desesperada, el coronel Andrew jugó su mejor carta: dos tanques Matilda, a los que ordenó contraatacar junto al pelotón de infantería de la reserva y algunos artilleros adicionales convertidos en soldados. El contraataque fue un fracaso: un tanque tuvo que dar la vuelta tras sufrir problemas técnicos (la torreta no giraba correctamente) y el otro ignoró las posiciones alemanes en el campamento de la RAF y el extremo del aeródromo, dirigiéndose directamente al lecho del río. Este tanque solitario encalló rápidamente en un peñasco y, ante las mismas dificultades técnicas que el primer Matilda, la tripulación abandonó el vehículo. La infantería expuesta fue repelida por los Fallschirmjäger. A alrededor de las 18:00, se informó del fracaso al general de brigada Hargest y se contempló la posibilidad de una retirada. Se informó al coronel Andrew de que podía retirarse si quería, con la famosa respuesta «Bueno, si debe hacerlo, debe hacerlo», pero que se había enviado a dos compañías (Compañía A, 23.er Batallón y Compañía B, Batallón 28 (Maorí)) para reforzar al 22.º Batallón. La situación parecía desoladora para el coronel Andrew: la munición escaseaba, los refuerzos prometidos no parecían llegar (uno se había perdido, el otro simplemente no llegó tan rápido como se esperaba) y aún no tenía ni idea de cómo estaban las compañías C y D. De hecho, las dos compañías en cuestión estaban resistiendo firmemente en el aeródromo y en el lecho del río Tavronitis y habían infligido a los alemanes bajas mucho mayores de las que habían sufrido. A las 21:00, Andrew tomó la decisión de realizar una retirada limitada y, una vez llevada a cabo, una completa hacia las posiciones de los batallones 21 y 23 al este. A medianoche, todo el 22.º Batallón había abandonado la zona de Máleme, a excepción de las compañías C y D, que se retiraron la madrugada del 21 tras descubrir que el resto del batallón se había marchado.
Esto permitió a las tropas alemanes tomar el aeródromo sin oposición y adoptar posiciones para reforzar su control sobre él. Aviones de transporte Junkers Ju 52 entregaron munición y suministros, así como al resto de los Fallschirmjäger y tropas de la 5.ª División de Montaña. Aunque los aterrizajes fueron extremadamente peligrosos, con la pista de aterrizaje bajo el fuego directo de la artillería británica, se consiguieron importantes refuerzos. El 21 de mayo, el pueblo de Máleme fue atacado y capturado por los alemanes, y el 20.º Batallón (con refuerzos del 2/7.º Batallón australiano), el 28.º Batallón (Maorí) y más tarde el 21.er Batallón realizaron un contraataque. El ataque se vio obstaculizado por problemas de comunicaciones y, aunque los neozelandeses lograron avances significativos en algunas zonas, el panorama general era de una dura resistencia alemana. La 5.ª Brigada se replegó a una nueva línea en Platanias, dejando Máleme en manos alemanas, lo que les permitió aumentar libremente sus fuerzas en esta región.

#### Galatás
En la noche del 23 de mayo y la mañana del 24, la 5.ª Brigada se volvió a retirar a la zona cerca de Daratsos, formando un nuevo frente que se extendía desde Galatás hasta el mar. El 18.º Batallón, relativamente nuevo, sustituyó a las desgastadas tropas de Máleme y Platanias, desplegando 400 hombres en un frente de dos kilómetros.

Galatás fue atacado el primer día de la batalla: Fallschirmjäger y planeadores habían aterrizado en torno a La Canea y Galatás para sufrir bajas cuantiosas.  Se retiraron al «Prison Valley», donde se reunieron alrededor de la prisión de Ayía y repelieron un confuso contraataque de dos compañías del 19.º Batallón y tres tanques ligeros. La Pink Hill (llamada así por el color de su suelo), un punto crucial en las alturas de Galatás, fue atacada varias veces por los alemanes ese día y fue notablemente resistida por la Compañía Petrolera de la División, con la ayuda de soldados griegos, aunque a un alto coste para ambos bandos. La Compañía Petrolera estaba formada por tropas de apoyo mal armadas, principalmente conductores y técnicos, y al final del día todos sus oficiales y la mayoría de sus suboficiales habían resultado heridos. Se retiraron al anochecer. El segundo día, los neozelandeses atacaron la cercana Cemetery Hill para aliviar la presión sobre su línea, y aunque tuvieron que retirarse, por estar demasiado expuesta, la colina se convirtió en tierra de nadie como lo fue Pink Hill, aliviando el frente neozelandés. El tercer día, 22 de mayo, los soldados alemanes tomaron Pink Hill. La Compañía Petrolera y parte de la reserva de infantería prepararon un contraataque, pero un notable incidente se les adelantó, según relata el conductor A. Pope:
De entre los árboles salió [el capitán] Forrester de los Buffs, vestido con pantalones cortos, una larga camiseta amarilla del Ejército que le llegaba casi hasta los bajos de los pantalones, con el latón pulido y reluciente, el cinturón de tela en su lugar y agitando su revólver en su mano derecha [...] Fue un espectáculo muy inspirador. Forrester estaba a la cabeza de una multitud de griegos desordenados, incluidas mujeres; un griego tenía una escopeta con un cuchillo de pan dentado atado como una bayoneta, otros tenían armas antiguas, de todo tipo. Sin dudarlo, este burdo grupo, con Forrester al frente, pasó por encima de un parapeto y se lanzó de cabeza hacia la cresta de la colina. [Los alemanes] huyeron. 
Los días 4 y 5 solo hubo escaramuzas entre las dos fuerzas. Los ataques aéreos de la Luftwaffe tuvieron como objetivo Galatás el 25 de mayo a las 8:00, 12:45 y 13:15 horas, y el ataque terrestre alemán se produjo alrededor de las 14:00 horas. El 100.º Regimiento de Montaña y el 3.er Regimiento Paracaidista atacaron Galatás y el terreno elevado que la rodea, mientras que dos batallones del 85.º Regimiento de Montaña atacaron hacia el este, con el objetivo de cortar La Canea. Los defensores neozelandeses, aunque preparados, sufrían una desventaja: el 18.º Batallón, con 400 hombres, era la única formación de infantería fresca en la línea, el resto eran grupos no de infantería como la Compañía Petrolera y el Batallón Compuesto, formado por tropas mecánicas, de suministro y de artillería. La lucha fue encarnizada, especialmente a lo largo del norte de la línea, y pelotones y compañías se vieron obligados a retirarse. El general de brigada Lindsay Inglis pidió refuerzos y recibió al 23.er Batallón, que, junto con un improvisado grupo de refuerzos reunidos en el cuartel general de la brigada (incluida la banda de la brigada y el Kiwi Concert Party), estabilizó el norte de la línea. Al sur de Galatás, solo el 18.º Batallón y la Compañía Petrolera estaban defendiendo. El 18.º Batallón se vio obligado a retirarse, y la Compañía Petrolera en Pink Hill siguió su ejemplo después de darse cuenta de ello. El 19.º Batallón era la única formación que seguía combatiendo en Pink Hill, y también se retiró. Estas fuerzas se retiraron más allá de Galatás, ya que no había defensores en el pueblo con los que enlazar.
Para el anochecer, las tropas alemanas habían ocupado Galatás, y el teniente coronel Howard Kippenberger preparó un contraataque. Dos tanques condujeron a dos compañías del 23.er Batallón a Galatás a paso ligero; se encontró fuego pesado y mientras los tanques avanzaban hacia la plaza del pueblo, la infantería limpiaba cada casa de soldados alemanes mientras avanzaban hacia el interior. Cuando la infantería alcanzó a los tanques, encontró uno fuera de combate. Con el fuego alemán procedente principalmente de un lado de la plaza, se organizó una carga a bayoneta y los neozelandeses acabaron con la oposición alemana. Las patrullas sofocaron la resistencia en el resto de Galatás: aparte de una pequeña defensa, Galatás volvía a estar en manos neozelandesas.
En una conferencia entre el general de brigada Inglis y sus comandantes se llegó al consenso de que las fuerzas aliadas necesitaban realizar un nuevo contraataque urgentemente y que sin un contraataque Creta caería en manos de los alemanes. A pesar de los duros combates librados hasta el momento en la batalla, el 28.º Batallón (Maorí) se consideraba el único batallón «fresco» disponible y el único capaz de llevar a cabo un ataque de este tipo. Su comandante estaba dispuesto a realizar el ataque a pesar de la dificultad, pero un representante enviado por el general de brigada Edward Puttick desde el cuartel general de la 2.ª División de Nueva Zelanda recomendó no llevar a cabo dicho ataque por temor a no poder mantener el frente posteriormente. Se descartó el contraataque, al igual que Galatás, ya que su posición era demasiado vulnerable para mantenerla. Sin Galatás, toda la línea era insostenible, por lo que los neozelandeses volvieron a retirarse, formando una línea desde la costa hasta Perivolia y Mournies, cerca de la 19.ª Brigada australiana.

### Norte de África

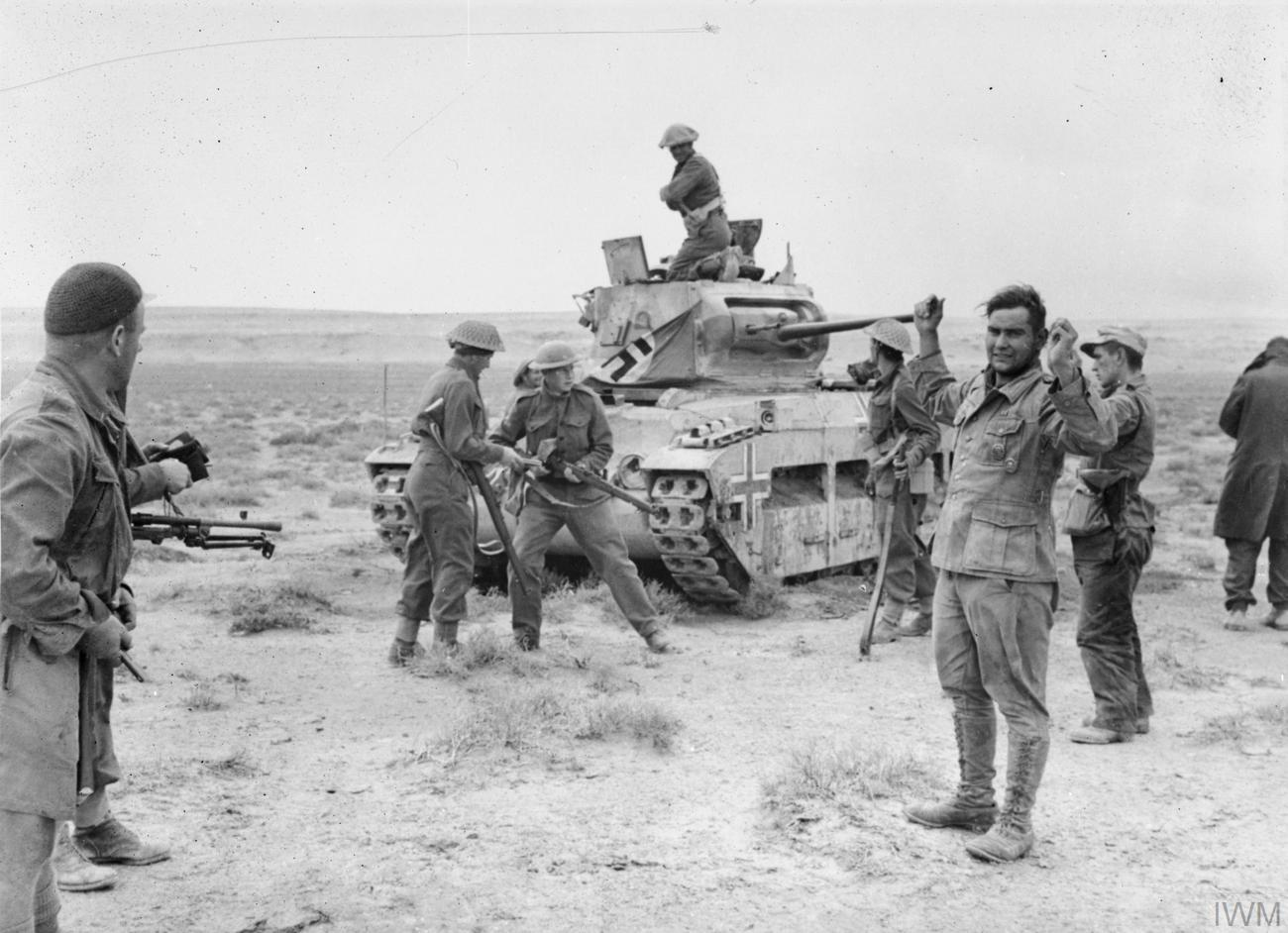
Soldados neozelandeses recapturan un tanque Matilda y toman prisionera a su tripulación alemana durante la Operación Crusader, 3 de diciembre de 1941.

Aunque los soldados neozelandeses constituían la mayoría del personal del Grupo del Desierto de Largo Alcance cuando se formó en 1940 y un pequeño número de unidades neozelandesas de transporte y señales apoyaron la Operación Compass en el desierto occidental en diciembre de 1940, no fue hasta noviembre de 1941 cuando la 2.ª División de Nueva Zelanda se implicó plenamente en la campaña del norte de África. Tras su evacuación de Creta, la división se reagrupó en su campamento cerca de Maadi, en la base de las laderas desérticas de Wadi Digla y Tel al-Maadi. Llegaron refuerzos de Nueva Zelanda para volver a reforzar la división y se completó el entrenamiento, interrumpido por el despliegue en Grecia y Creta.
El 18 de noviembre de 1941 se lanzó la Operación Crusader para levantar el sitio de Tobruk (el tercer ataque de este tipo), a las órdenes del teniente general Alan Cunningham, y la 2.ª División de Nueva Zelanda (integrada en el Octavo Ejército británico) participó en la ofensiva, cruzando la frontera libia hacia Cirenaica. La Operación Crusader fue un éxito general para los británicos, aunque el Afrika Korps de Erwin Rommel infligió grandes pérdidas de blindados e infantería antes de que sus debilitadas y desabastecidas unidades se retiraran a El Agheila y detuvieran el avance británico. Las tropas neozelandesas fueron las que relevaron a Tobruk tras los combates en los alrededores de Sidi Rezegh, donde los tanques del Eje habían infligido grandes bajas a los varios batallones de infantería neozelandeses, protegidos por muy poco blindaje propio. En febrero de 1942, una vez finalizada Crusader, el Gobierno neozelandés insistió en que la división se retirara a Siria para recuperarse: 879 hombres habían muerto y 1700 habían resultado heridos durante la operación; fue la batalla más costosa que libró la 2.ª División de Nueva Zelanda en la Segunda Guerra Mundial.
El 14 de junio de 1942, los generales retiraron a los neozelandeses de sus tareas de ocupación en Siria, ya que el Afrika Korps había atravesado Gazala y capturado Tobruk. Los neozelandeses, puestos a la defensiva, se encontraron envueltos en Minqar Qa'im, pero escaparon gracias al brutalmente eficaz cmobate cuerpo a cuerpo de la 4.ª Brigada. Las fuerzas británicas impidieron que el avance de Rommel alcanzara Alejandría, El Cairo y el canal de Suez en la primera batalla de El Alamein, donde las tropas neozelandesas capturaron la cresta de Ruweisat en un próspero ataque nocturno. No pudieron hacer avanzar sus armas antitanque y, lo que es más importante, los blindados británicos no avanzaron para apoyar a los soldados. Las dos brigadas neozelandesas implicadas sufrieron numerosas bajas al ser atacadas por tanques alemanes, y varios miles de hombres fueron hechos prisioneros. Charles Upham obtuvo una barra de la Cruz Victoria en esta batalla.

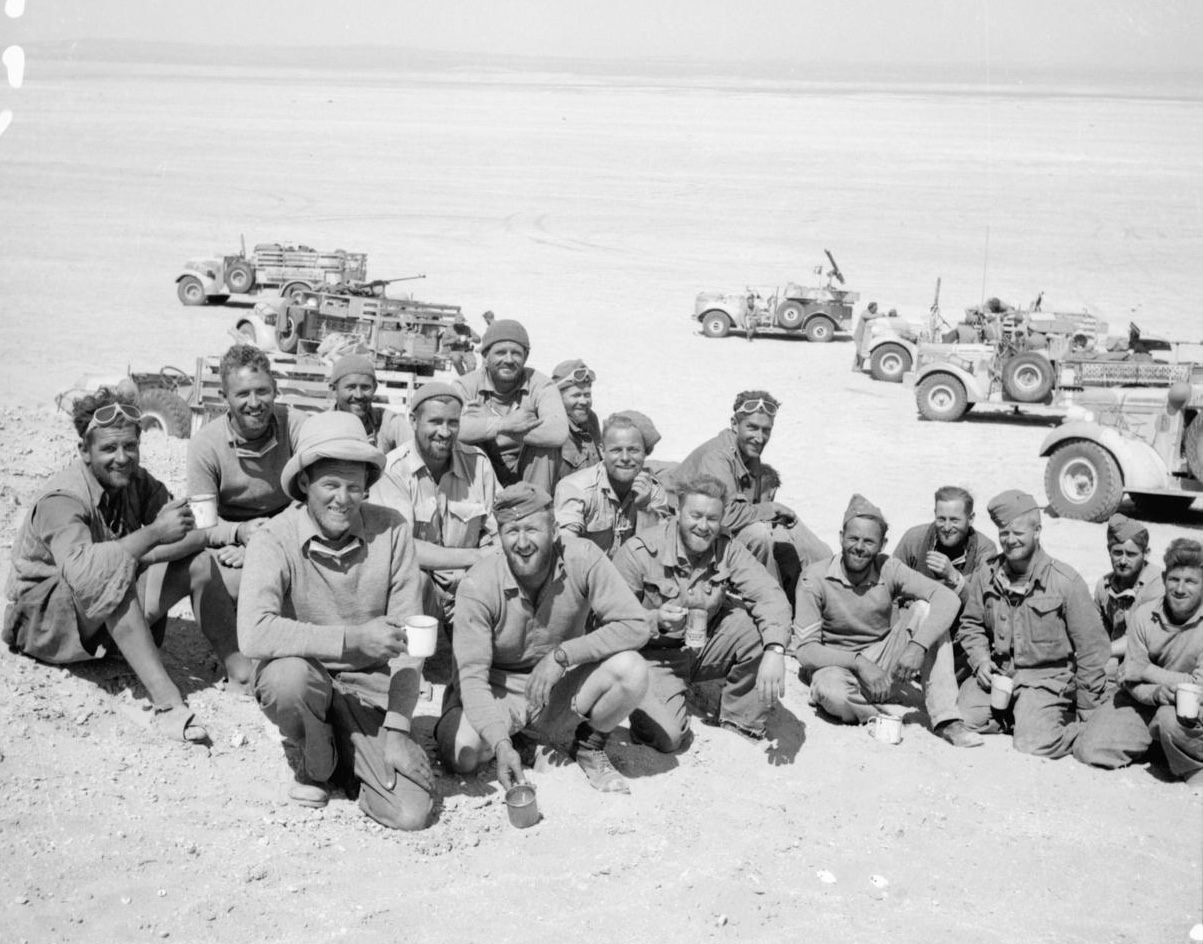
Miembros neozelandeses del Grupo del Desierto de Largo Alcance hacen una pausa para tomar el té en el desierto occidental, 27 de marzo de 1941

Con el Octavo Ejército ahora a las órdenes del teniente general Bernard Montgomery, el Ejército lanzó una nueva ofensiva el 23 de octubre contra las fuerzas detenidas del Eje en la segunda batalla de El Alamein. La primera noche, como parte de la Operación Lightfoot, la 2.ª División de Nueva Zelanda, junto a divisiones británicas, avanzó por los profundos campos de minas del Eje mientras los ingenieros despejaban rutas para los tanques británicos. Los neozelandeses capturaron sus objetivos en la cresta de Miteiriya. El 2 de noviembre, con el ataque empantanado, Montgomery lanzó una nueva iniciativa al sur de las líneas de batalla, la Operación Supercharge, con el objetivo último de destruir al ejército del Eje. Se recurrió a la experimentada 2.ª División de Nueva Zelanda para llevar a cabo el empujón inicial, el mismo tipo de ataque que habían realizado en Lightfoot. Como la división, con escasos efectivos, no podía llevar a cabo esta misión por sí sola, se le asignaron dos brigadas británicas. Los blindados británicos penetraron la línea alemana y, el 4 de noviembre, el Afrika Korps, ante la posibilidad de una derrota total, se retiró hábilmente.
Los neozelandeses siguieron avanzando con el Octavo Ejército durante la campaña de Túnez, haciendo retroceder al Afrika Korps a Túnez, y lucharon con distinción en Medenine, la garganta de Tebaga y Enfidaville. El 13 de mayo de 1943, la campaña del norte de África concluyó con la rendición de las últimas 275 000 tropas del Eje en Túnez. El 15 de mayo, la división empezó a retirarse a Egipto y, para el 1 de junio, la división había regresado a Maadi y Helwan, a la espera de ser utilizada en Europa. Las pérdidas totales de la 2.ª División de Nueva Zelanda desde noviembre de 1941 ascendieron a 2989 muertos, 7000 heridos y 4041 prisioneros.

### Italia

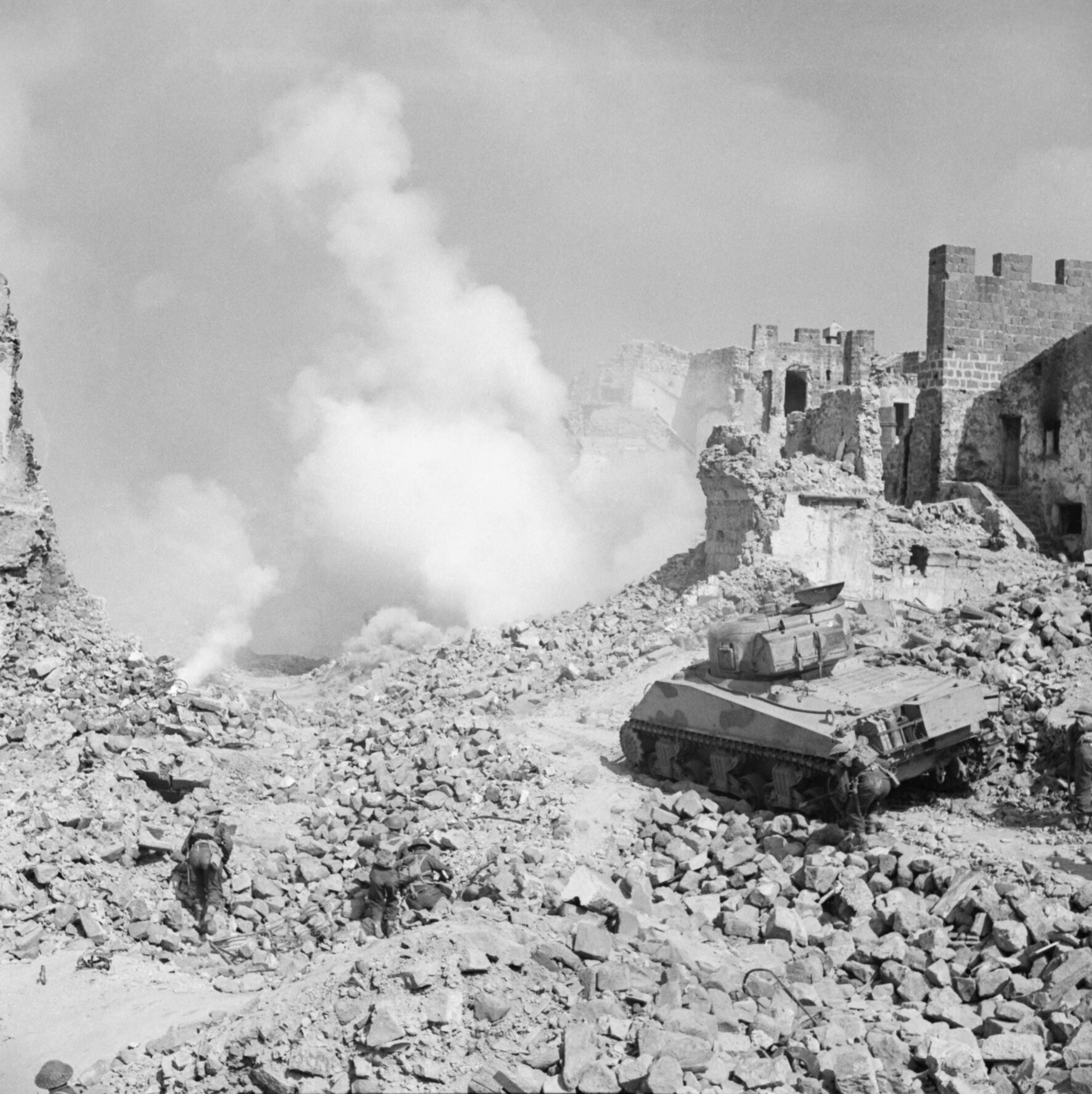
Un tanque Sherman del 19.º Regimiento Blindado, 4.ª Brigada Blindada de Nueva Zelanda apoyando a la infantería de la 6.ª Brigada de Infantería de Nueva Zelanda, en una reconstrucción de la acción en Cassino, Italia, 8 de abril de 1944.

En octubre y noviembre de 1943, tropas neozelandesas de la 2.ª División de Nueva Zelanda se reunieron en Bari (Apulia) semanas después de la invasión aliada de Italia. En noviembre, la división cruzó el río Sangro con miras a penetrar la Línea Gustav alemana y avanzar hacia Roma, capturando el municipio de Castel Frentano en los Abruzos (parte de la Línea Gustav) el 2 de diciembre. La división atacó Orsogna el día siguiente, pero fue repelida por la firme defensa alemana. En enero de 1944, la 2.ª División de Nueva Zelanda fue retirada del frente parado y destinada al sector de Cassino, donde otras tropas aliadas estaban empantanadas en costosos combates por la posición de Monte Cassino. El 17 de febrero, la división atacó Cassino, pero estaba fuertemente defendida y se retiraron a principios de abril. Cassino terminó siendo capturada el 18 de mayo por tropas británicas y polacas, con apoyo de unidades de artillería neozelandesas. El 16 de julio, la división capturó Arezzo y llegó a Florencia el 4 de agosto. A finales de octubre, habían llegado al río Savio, y capturaron Faenza el 14 de diciembre. En la Operación Grapeshot, la última ofensiva aliada en Italia, la división cruzó el río Senio el 8 de abril de 1945, y luego comenzó su ofensiva final a través de los ríos Santerno y Gaiana, cruzando finalmente el río Po el Día ANZAC de 1945. La división capturó Padua el 28 de abril de 1945, cruzó el río Isonzo el 1 de mayo y llegó a Trieste el 2 de mayo, día de la rendición incondicional alemana.

### Campañas en el Pacífico

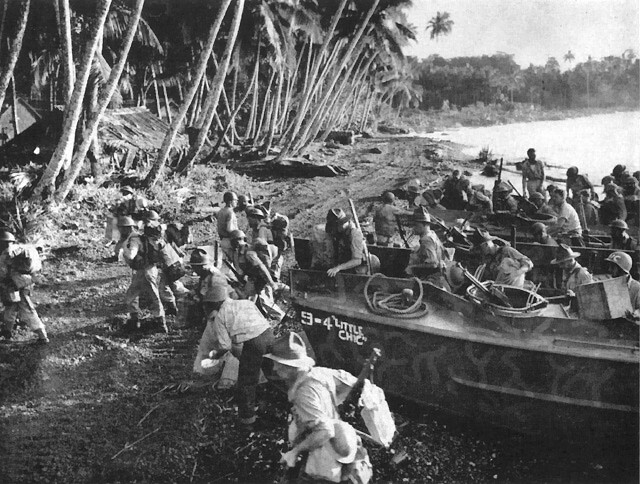
Tropas neozelandesas desembarcan en Vella Lavella, en las Islas Salomón

Cuando Japón entró en la guerra en diciembre de 1941, el Gobierno neozelandés creó otra fuerza expedicionaria conocida como la 2.ª NZEF en el Pacífico, o 2.ª NZEF (I. P.), para servir en el mando aliado de las Áreas del Océano Pacífico. Esta fuerza complementó las tropas de guarnición existentes en el Pacífico Sur. La principal formación de combate de la 2.ª NZEF (I. P.) era la 3.ª División de Nueva Zelanda. La 3.ª División nunca combatió como una formación completa; las brigadas que la componían participaron en acciones semiindependientes como parte de las fuerzas aliadas en las Salomón (en Vella Lavella), las Islas del Tesoro e Isla Verde. El Gabinete de Guerra había mantenido la división en dos en lugar de tres brigadas, y esto limitó su uso, aunque MacArthur tenía un papel para una división completa; Halsey estaba «muy decepcionado de que Nueva Zelanda no pudiera proporcionar una división con tres brigadas completas», pero su adjunto aceptó que la división era la última en las prioridades de Nueva Zelanda en el Pacífico, después de la Fuerza Aérea, la Marina y la producción de alimentos. Se dio preferencia a la 2.ª División, por consejo de Churchill y Roosevelt. Nueva Zelanda también tenía 19 000 soldados en Nueva Caledonia, Tonga, la isla Norfolk y Fiyi en 1943; y los 3000 efectivos de la Fuerza Aérea aumentarían a 6000 cuando se dispusiera de más aviones. En Australia la reacción de Curtin (pero no de Evatt) a la retirada de la 3.ª División fue hostil.
Al final, las formaciones estadounidenses reemplazaron a las unidades del Ejército neozelandés en el Pacífico. Estas liberaron a su personal para servir con la 2.ª División en Italia o para cubrir bajas en la población activa civil. Escuadrones de la Fuerza Aérea de Nueva Zelanda y unidades de la Marina siguieron contribuyendo a la campaña de «isla en isla» aliada, y varios escuadrones de la RNZAF apoyaron a las tropas terrestres australianas en Bougainville.
En 1945, Peter Fraser quiso aportar una fuerza de la Mancomunidad contra Japón, incluyendo una contribución del Ejército de al menos dos grupos de brigadas, ya que «por experiencia previa a las unidades pequeñas se les dan los trabajos más duros o no se les apoya adecuadamente». Pero durante las elecciones parciales de Hamilton en 1945, el Partido Nacional había hecho campaña a favor de retirar las tropas neozelandesas de Italia y restringir el papel de Nueva Zelanda en la guerra del Pacífico en favor del suministro de alimentos; los laboristas querían mantener las tropas neozelandesas en el Pacífico para «tener voz y voto» en la paz. Por ello, Fraser se reunió con los líderes de la oposición, Sidney Holland y Adam Hamilton, antes de las elecciones parciales de Dunedin norte en 1945, y observó las divisiones existentes en su propio grupo. Holland acordó con Fraser no referirse al asunto (que agitaba a todo el país) durante la campaña de las elecciones parciales, alegando que no sería correcto dividir a la Cámara por este motivo. En una sección semisecreta (no retransmitida) celebrada el 2 de agosto, la Cámara acordó participar en una fuerza contra Japón «dentro de la capacidad de nuestros recursos restantes de mano de obra». Se aceptó la propuesta del Partido Nacional de reducir el total de las fuerzas armadas a 55 000 efectivos.
El Cuerpo de la Mancomunidad, pensado para participar en la Operación Downfall, la invasión aliada de Japón, habría incluido fuerzas del Ejército y la Fuerza Aérea neozelandeses, con unidades de la Fuerza Aérea incluidas en la Fuerza Tiger para bombardear Japón.
En 1945, algunas tropas que habían regresado recientemente de Europa con la 2.ª División fueron reclutadas para formar una contribución (conocida como J-Force) a la Fuerza de Ocupación de la Mancomunidad Británica (BCOF) en el sur de Japón. El Escuadrón n.º 14 de la RNZAF, equipado con cazas Corsair, y buques de la RNZN también se unieron a la BCOF.

## Acciones navales
Cuando estalló la guerra en 1939, Nueva Zelanda seguía contribuyendo a la División de Nueva Zelanda de la Marina Real. Muchos neozelandeses sirvieron junto a otros marineros de la Mancomunidad en buques de la Marina Real y no dejarían de hacerlo durante la guerra.
El HMNZS Achilles participó en la batalla del Río de la Plata (13 de diciembre de 1939) como parte de una pequeña fuerza británica contra el acorazado de bolsillo alemán Admiral Graf Spee. La acción provocó que el buque alemán se retirara al Uruguay neutral y su hundimiento unos días después.
Otro crucero, el HMNZS Leander, destruyó el crucero auxiliar italiano Ramb I en aguas de las Maldivas el 27 de febrero de 1941. La División de Nueva Zelanda de la Marina Real se convirtió en la Real Armada de Nueva Zelanda cuando el rey Jorge VI le concedió el nombre el 1 de octubre de 1941.

### Guerra naval contra Japón

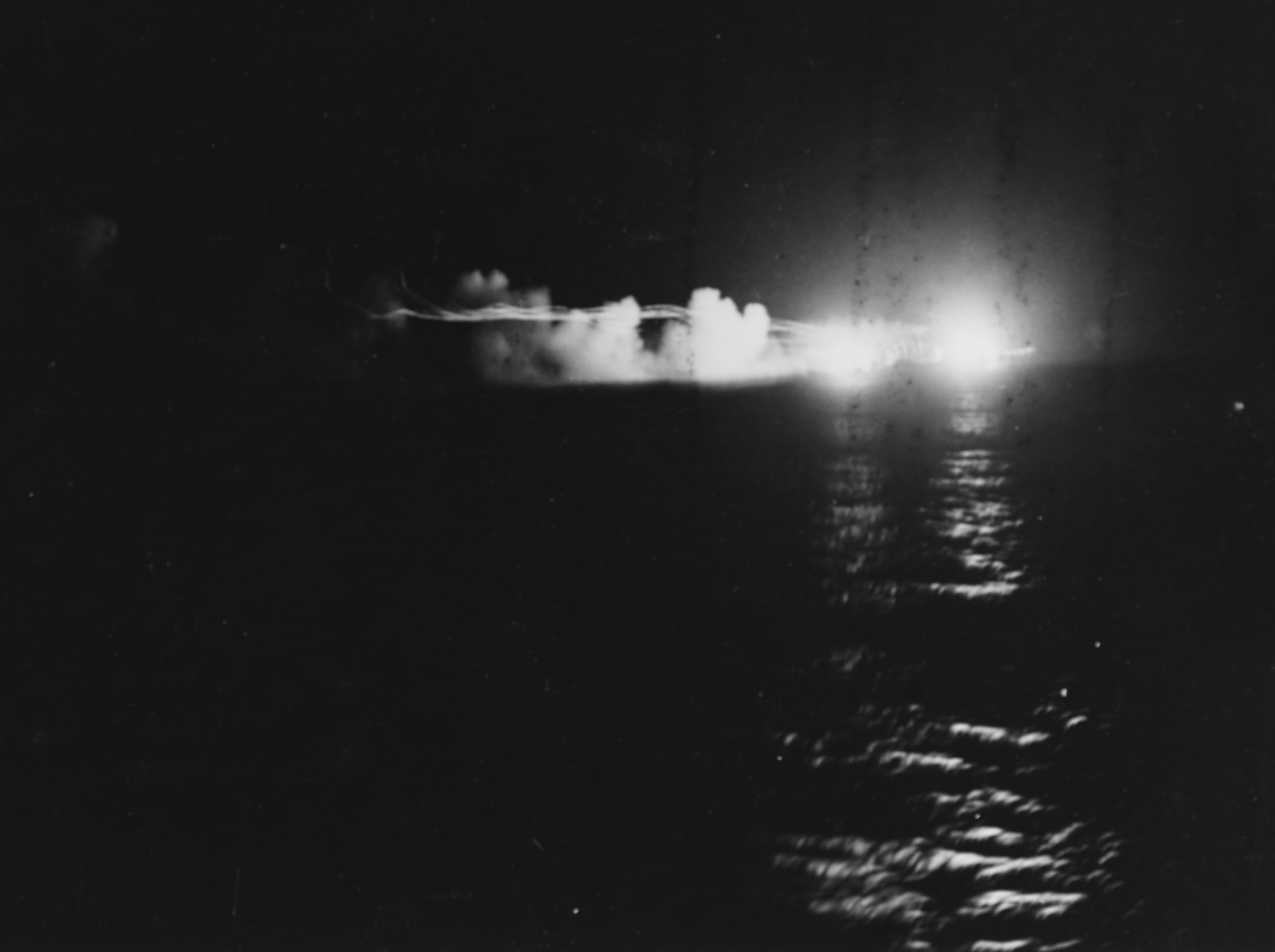
El HMNZS Leander dispara contra el crucero japonés Jintsu.

El 13 de diciembre de 1939, Nueva Zelanda desplegó a sus fuerzas navales contra Alemania. El primer buque en entrar en combate contra Japón, el dragaminas HMNZS Gale, se dirigió a Fiyi y llegó el día de Navidad de 1941. Los HMNZS Rata y Muritai llegaron en enero de 1942, seguidos de las corbetas HMNZS Moa, HMNZS Kiwi y HMNZS Tui, para formar una flotilla de dragaminas.
El Achilles, el Leander y el HMNZS Monowai sirvieron inicialmente como escoltas de convoyes de tropas en el Pacífico a principios de 1942. En enero de 1942, el Monowai se enfrentó sin resultados a un submarino japonés en aguas de Fiyi. El 4 de enero de 1943, un bombardero japonés destruyó el cañonero de popa del Achilles en aguas de Guadalcanal. En enero de 1943 se produjo un episodio que levantó la moral: el duelo que mantuvieron el Kiwi y el Moa con el mucho más grande I-1. Incapaz de perforar al I-1, el Kiwi lo embistió tres veces, destruyendo su capacidad de picado. El Moa persiguió entonces al I-1 hasta un arrecife, donde se rompió. En abril de 1943, un ataque aéreo hundió el Moa en el puerto de Tulagi, en las Salomón. El Tui participó en el hundimiento del I-17, de 2200 toneladas, antes de unirse al Kiwi para replegarse a Nueva Guinea, mientras que la corbeta HMNZS Arabis se dirigió a las islas Ellice.
El Leander ayudó a hundir el Jintsu en la batalla de Kolombangara la noche del 11 al 12 de julio de 1943. Al ser alcanzado por un torpedo japonés durante el combate, el Leander se retiró a Auckland para ser reparado. Doce lanchas Fairmile de construcción neozelandesa de las Flotillas de Lanchas Motoras 80.ª y 81.ª salieron al frente a principios de 1944.
El crucero HMS Gambia bombardeó Sabang (en Sumatra) en julio de 1944 y, junto con el Achilles, se unió a la Flota del Pacífico británica, reforzada posteriormente por la corbeta HMNZS Arbutus. La Flota separó al Achilles para remolcar al destructor averiado Ulster hasta el buque hospital neozelandés Maunganui en Filipinas. Tanto el Gambia como el Achilles bombardearon posiciones japonesas en el Grupo Sakishima en mayo de 1945. Contaron con el apoyo de 100 neozelandeses del Arma Aérea que operaban desde portaaviones británicos. El Achilles abandonó la flota rumbo a la isla de Manus el 10 de agosto. El Gambia se encontraba frente a Tokio el día de la victoria sobre Japón, y fue atacado por un avión japonés mientras emitía la señal de «Cese de hostilidades»; con la ayuda de los buques circundantes, el Gambia derribó el avión, pero fue alcanzado por los restos.
El Gambia representó a Nueva Zelanda en las ceremonias de rendición en la bahía de Tokio (2 de septiembre de 1945) y se quedó allí como parte de la fuerza de ocupación. El capitán general de aviación Issit firmó el acta de rendición en nombre de Nueva Zelanda. Al final de la guerra, la RNZN contaba con 60 navíos, la mayoría buques ligeros. 

## Real Fuerza Aérea de Nueva Zelanda en la Segunda Guerra Mundial

### Teatro europeo

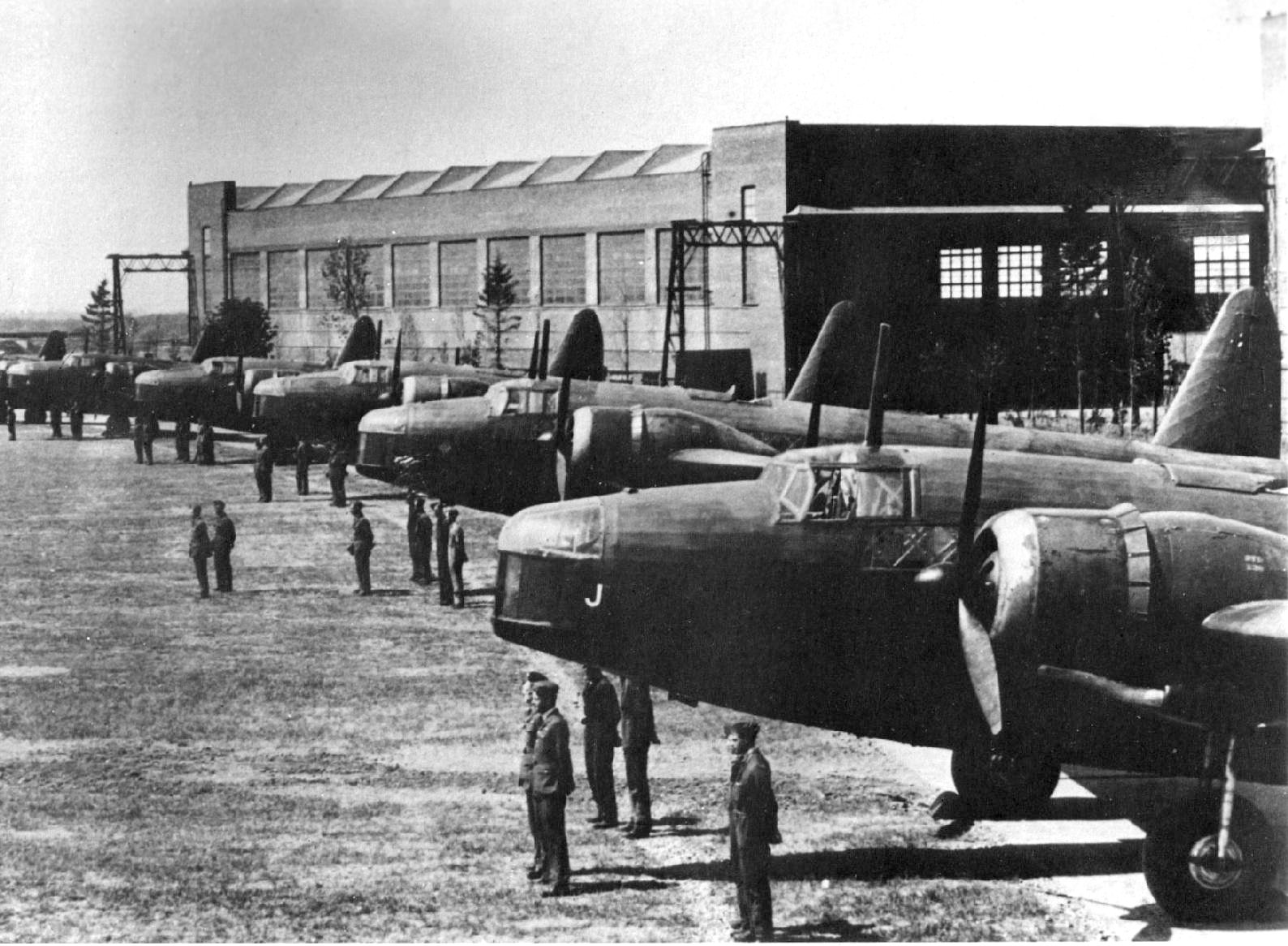
Wellingtons de la RNZAF en Inglaterra, agosto de 1939

Cuando estalló la Segunda Guerra Mundial, la RNZAF tenía como equipo principal 30 bombarderos Vickers Wellington, que el Gobierno neozelandés ofreció al Reino Unido en agosto de 1939, así como las tripulaciones para volarlos. Formaron el núcleo del Escuadrón n.º 75, el primero de los escuadrones de los dominios que sirvieron con la RAF durante la guerra.

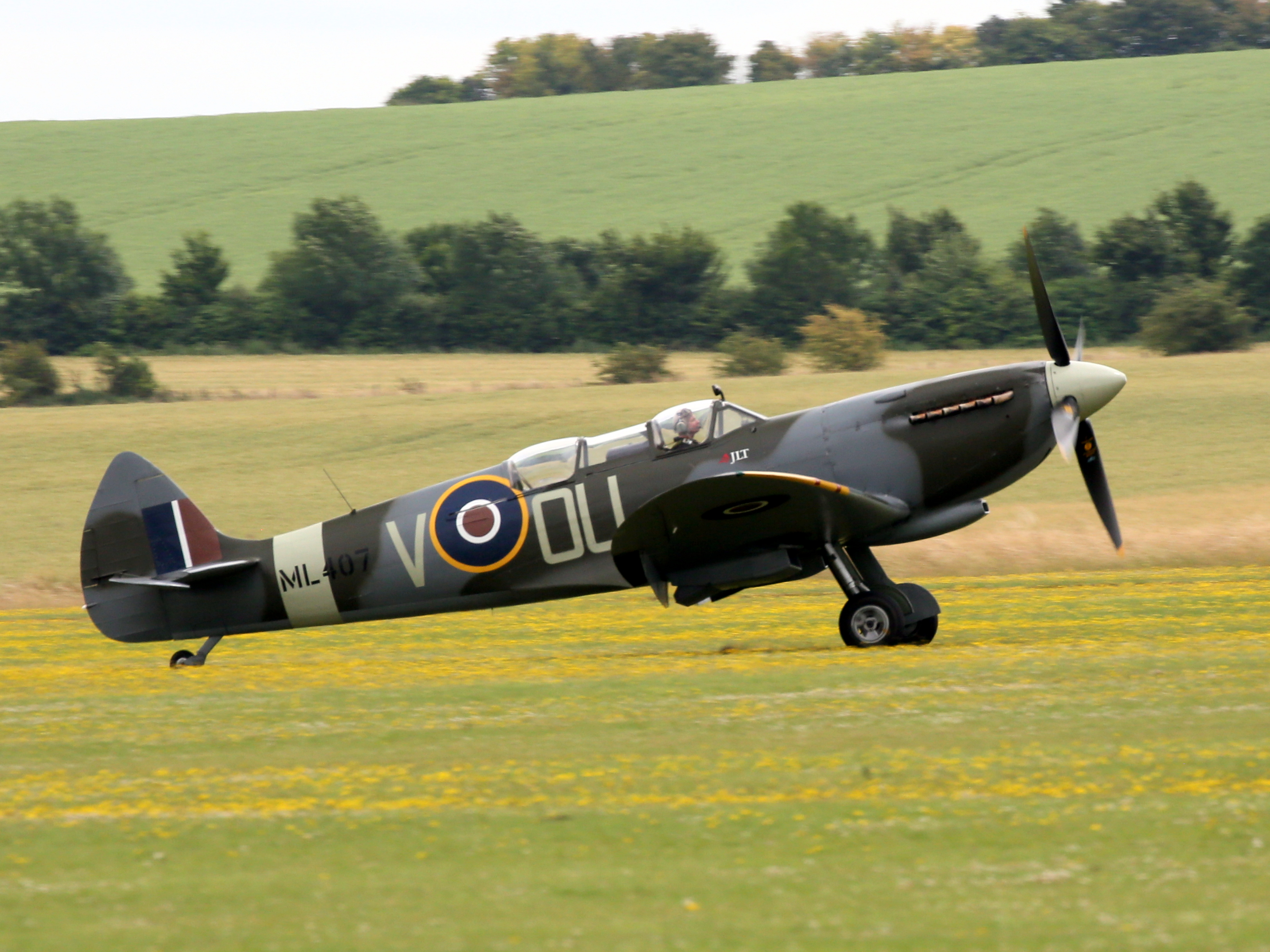
Un Spitfire restaurado del Escuadrón 485 (NZ)

Muchos otros neozelandeses también sirvieron en la RAF. Como Nueva Zelanda no obligaba a su personal a servir en escuadrones de la RNZAF, el ritmo al que entraban en servicio era más rápido que el de otros dominios. Se había enviado a alrededor de 100 pilotos de la RNZAF a Europa cuando comenzó la batalla de Inglaterra, y varios tuvieron un papel destacado en ella.[cita requerida]
El papel principal de la RNZAF aprovechó la lejanía de Nueva Zelanda del conflicto para entrenar a la tripulación aérea como parte del Plan de Formación Aérea del Imperio, junto con las otras grandes excolonias británicas, Canadá, Australia y Sudáfrica. Muchos neozelandeses realizaron su formación avanzada en Canadá.[cita requerida] Las empresas locales fabricaron o ensamblaron un gran número de aviones de entrenamiento De Havilland Tiger Moth, Airspeed Oxford y North American Harvard, y la RNZAF también adquirió biplanos de segunda mano como Hawker Hinds y Vickers Vincents, así como otros tipos para entrenamiento especializado como Avro Ansons y Supermarine Walruses. Las autoridades militares no se dieron cuenta de la necesidad de contar con una fuerza de combate en Nueva Zelanda, además de los instructores, hasta que entraron en combate los bombarderos de superficie alemanes.[cita requerida]

#### Escuadrones neozelandeses de la RAF

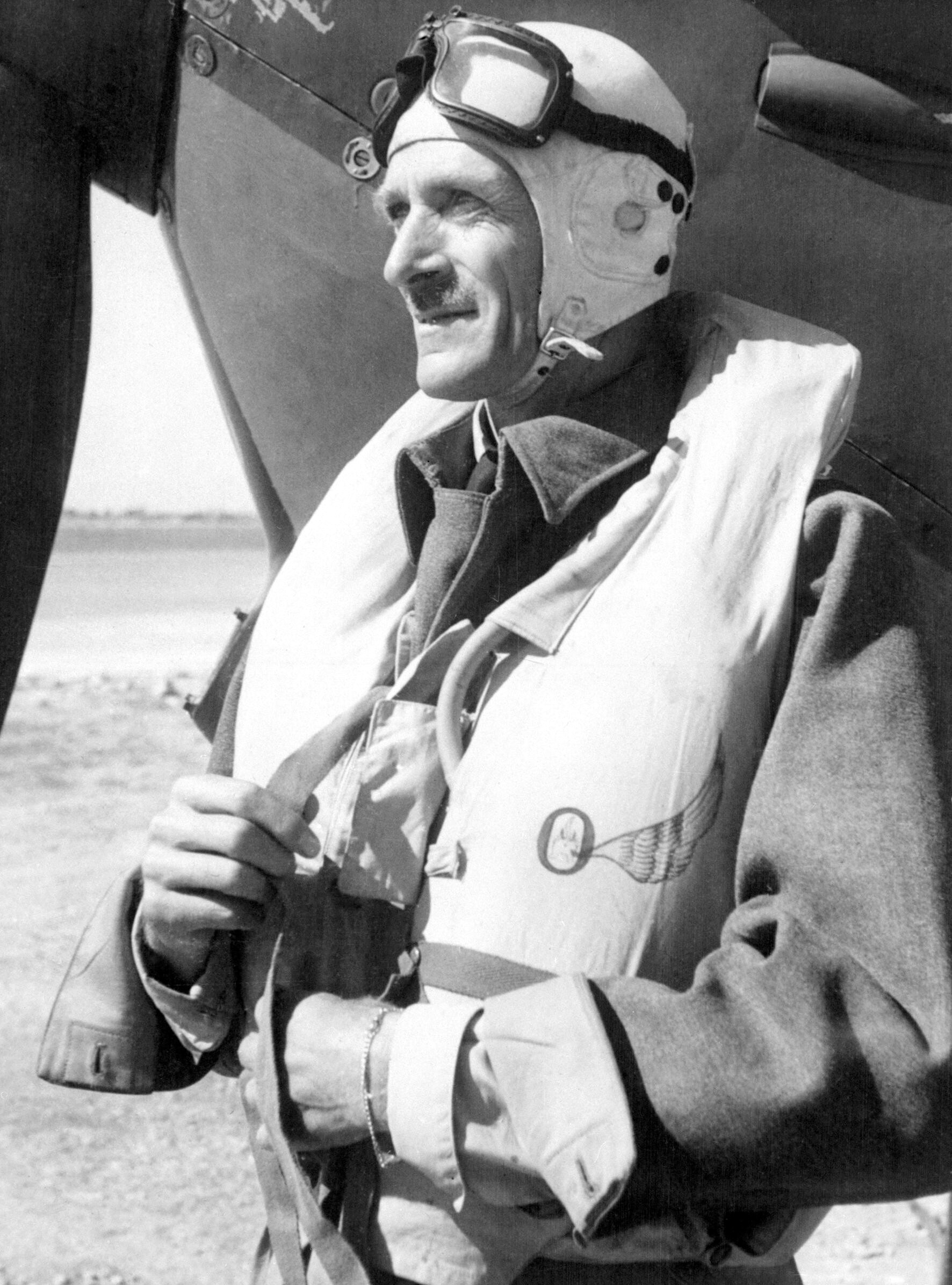
Capitán general de aviación Park, comandante de Nueva Zelanda en la batalla de Inglaterra.

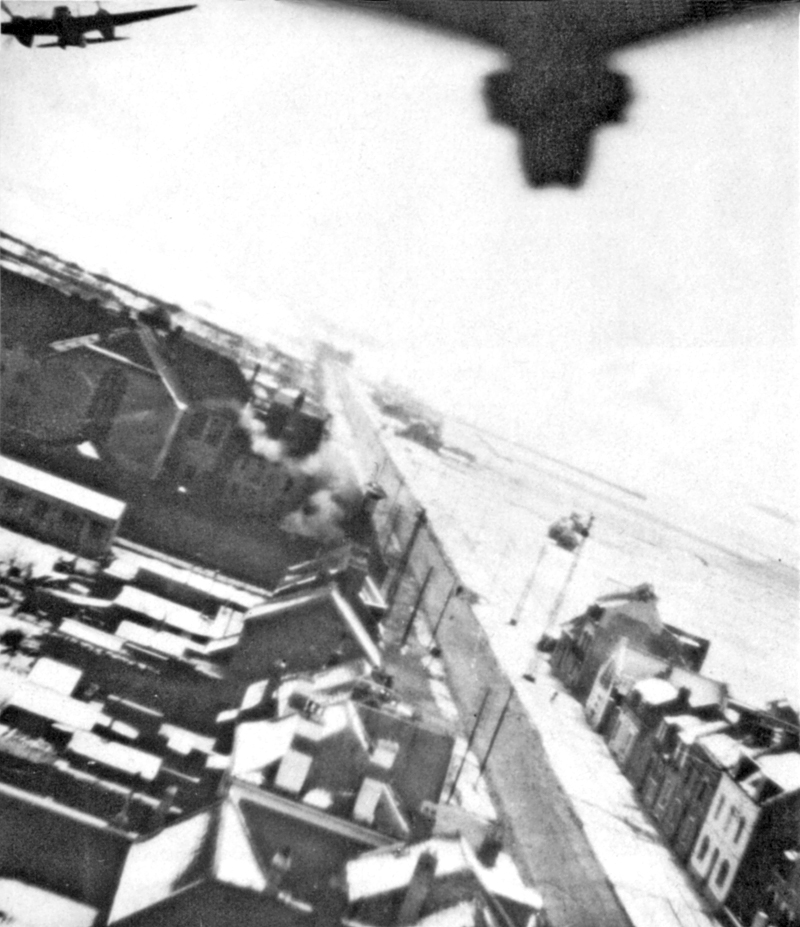
Mosquitos de Nueva Zelanda sobre Amiens durante la Operación Jericó, la fuga de prisión.

Una vez formada, la mayor parte de la tripulación aérea de la RNZAF sirvió con unidades corrientes de la RAF o del Arma Aérea de la Flota británica. Al igual que en la Primera Guerra Mundial, sirvieron en todos los teatros. Al menos 78 se convirtieron en ases de vuelo. Entre los neozelandeses de la RNZAF y la RAF se encontraban pilotos como el primer as de la RAF de la Segunda Guerra Mundial, el oficial de vuelo Cobber Kain, Alan Deere, cuyo libro Nine Lives fue uno de los primeros relatos de combate de la posguerra, y líderes como el as de la Primera Guerra Mundial, el capitán general de aviación sir Keith Park, que lideraba el Grupo 11, responsable de la defensa de Londres en la batalla de Inglaterra, la defensa aérea de Malta y, en las últimas fases de la guerra, la RAF en el Sudeste Asiático. Por accidente o a propósito, varias unidades de la RAF pasaron a estar tripuladas en su mayoría por pilotos de la RNZAF (por ejemplo, el Escuadrón n.º 243 de la RAF en Singapur, el Escuadrón n.º 258 de la RAF en el Reino Unido y varias unidades Wildcat y Hellcat del Arma Aérea, lo que llevó a algunos textos a afirmar que estos tipos de aviones eran utilizados por la RNZAF).

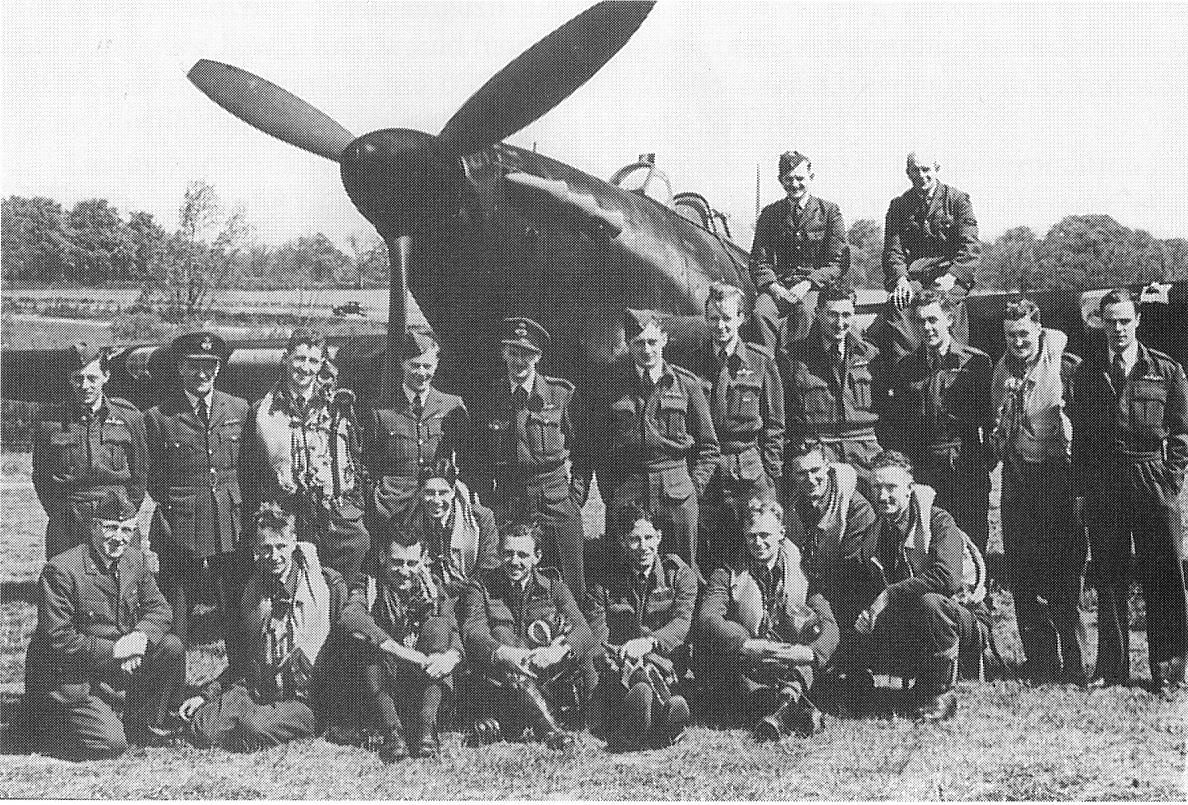
Pilotos de cazas nocturnos Hurricane del Escuadrón n.° 486 en Wittering en 1942

La Real Fuerza Aérea reservó deliberadamente ciertos escuadrones para pilotos de determinados países. El primero de ellos, el Escuadrón n.º 75, estaba formado por los Wellington y los pilotos prestados por Nueva Zelanda en agosto de 1939, que posteriormente volaron Short Stirlings, Avro Lancasters y Avro Lincolns. Otros escuadrones neozelandeses de la RAF fueron el 485, que voló Supermarine Spitfires durante toda la guerra, el 486 (Hawker Hurricanes, Hawker Typhoons y Hawker Tempests), 487 (Lockheed Venturas y De Havilland Mosquitos), 488 (Brewster Buffalos, Hurricanes, Bristol Beaufighters y Mosquitos), 489 (Bristol Blenheims, Bristol Beauforts, Handley Page Hampdens, Beaufighters y Mosquitoes) y 490 (Consolidated Catalinas y Short Sunderlands).

### La RNZAF en el Pacífico
La presencia de incursores alemanes llevó a la formación de unidades de combate aéreo con base en Nueva Zelanda, que inicialmente utilizaron tipos rearmados como el Vildebeest, y se apresuraron a convertir aviones impresionados como el DH.86 para transportar bombas. La RNZAF obtuvo Lockheed Hudsons a principios de 1941 para asumir este papel. El 5.º Escuadrón, con Vickers Vincents y Short Singapores, fue enviado a Fiyi para proteger dicha colonia.

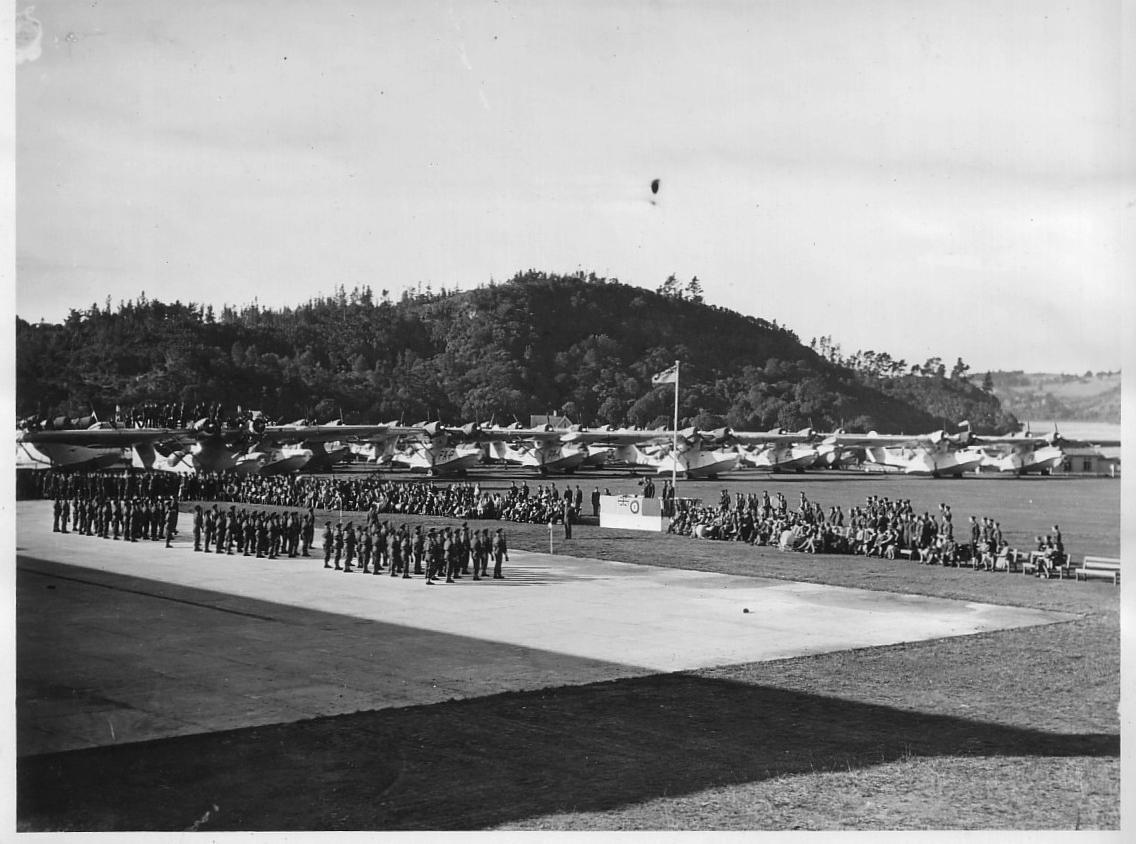
Hidroaviones del 5.º Escuadrón de la RNZAF

En diciembre de 1941, Japón atacó y conquistó rápidamente gran parte del área al norte de Nueva Zelanda. Nueva Zelanda se vio obligada a velar por su propia defensa y a ayudar a la «madre patria». En Nueva Zelanda se camuflaron y armaron entrenadores como el North American Harvard, el Hawker Hind e incluso el De Havilland Tiger Moth. Los Hudsons avanzaron, mientras que el 5.º Escuadrón, en Fiyi, inició operaciones contra los japoneses a pesar de su equipamiento obsoleto.
La Armada Imperial Japonesa puso de manifiesto la vulnerabilidad de Nueva Zelanda cuando hidroflotadores japoneses lanzados desde submarinos sobrevolaron Wellington y Auckland en 1942. En marzo, un hidroflotador Glen del I-25 sobrevoló Wellington el 8 de marzo y Auckland el 13 de marzo, y después Suva (Fiyi) el 17 de marzo. El transbordador Wellington-Nelson no vio el submarino cuando navegaba en superficie por el estrecho de Cook en una noche de luna llena. En mayo, un hidroflotador del I-21 sobrevoló Suva el 19 de mayo y después Auckland el 24 de mayo. Perdido en medio de una espesa niebla, el piloto (Matsumora) fue ayudado por el personal del aeropuerto, que oyó que un avión parecía tener problemas y encendió las luces de la pista para que el piloto pudiera orientarse. Durante un sobrevuelo en marzo o mayo de 1942 un Tiger Moth aparentemente dio caza sin éxito.[cita requerida]
Como había pocos aviones con capacidad de combate en el país y el Reino Unido no podía ayudar, Nueva Zelanda se benefició del acuerdo de préstamo y arriendo británico-estadounidense. Poco a poco, Estados Unidos fue suministrando aviones a Nueva Zelanda para que los utilizara en el teatro de operaciones del Pacífico. Los primeros aviones prestados fueron modelos obsoletos como el Brewster Buffalo, que no eran rival para los curtidos y bien equipados pilotos japoneses, aunque el Brewster fue utilizado con éxito por Geoffrey Fisken, el mejor as de Nueva Zelanda y de la Mancomunidad en el Pacífico.

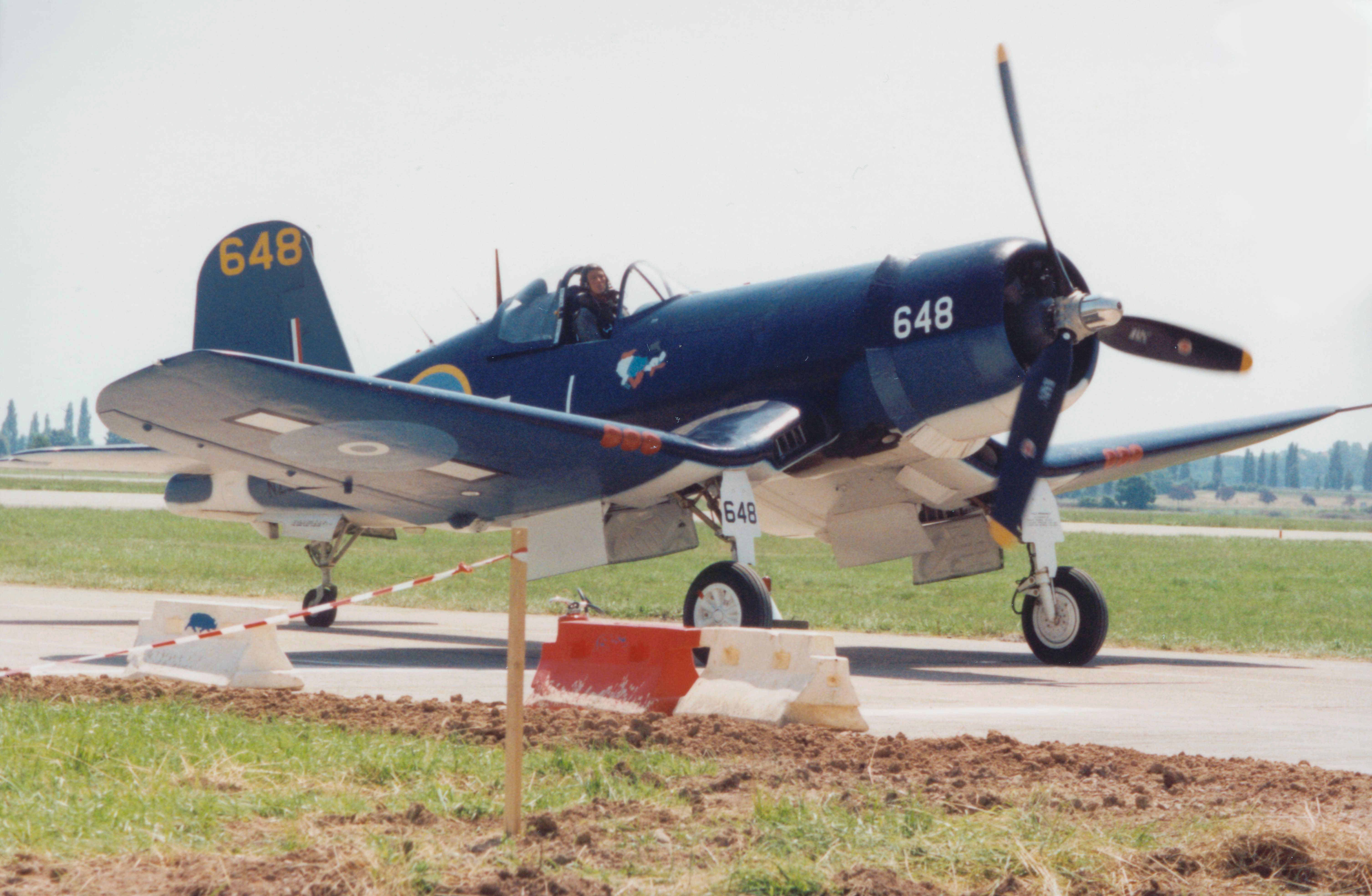
Corsair restaurado de la RNZAF

Desde mediados de 1943 en Guadalcanal, empezando por los escuadrones n.º 15 y n.º 14, varias unidades de Kittyhawks lucharon con distinción. Varios pilotos de la RNZAF se convirtieron en ases contra los japoneses, entre ellos Geoff Fisken, el principal as de la Mancomunidad en la guerra del Pacífico. Otros escuadrones volaron con el viejo pero eficaz Douglas Dauntless y, más tarde, con el gran y moderno bombardero torpedero Grumman Avenger.
La RNZAF también asumió gran parte de las tareas de reconocimiento marítimo, con hidroaviones Catalina (y más tarde Sunderland) y bombarderos Hudson.
El papel de la RNZAF cambió a medida que los Aliados abandonaban su postura defensiva. Los estadounidenses, destacados entre todas las naciones aliadas en el Pacífico, planeaban eludir los principales bastiones japoneses, pero en su lugar capturar un puñado de bases insulares para proporcionar una cadena de suministro para un eventual ataque contra el propio Japón. El avance aliado partió del Pacífico Sur. La RNZAF formó parte de la fuerza encargada de asegurar la línea de avance incapacitando a los bastiones japoneses eludidos.
A medida que avanzaba la guerra, aviones modernos más potentes sustituyeron a los tipos más antiguos; los Kittyhawks dieron paso a los Corsairs y los Hudsons a los Venturas. En su apogeo en el Pacífico, la RNZAF contaba con 13 escuadrones de cazas Corsair, seis de Venturas, dos de Catalinas, Avengers y C-47 Dakotas, uno de bombarderos en picado Dauntless, escuadrones mixtos de transporte y comunicaciones, un vuelo de Short Sunderlands y casi 1000 aparatos de entrenamiento. En 1945, la RNZAF contaba con más de 41 000 efectivos, incluidos algo más de 10 000 tripulantes aéreos que sirvieron con la RAF en Europa y África.

## Inteligencia
Nueva Zelanda contaba con un «Centro Combinado de Inteligencia» en Wellington. En 1942, el vapor australiano Nankin, interceptado en el océano Índico por el asaltante alemán Thor, recibió documentos del centro del comandante en jefe de la Flota Oriental en Colombo y de la inteligencia de señales de la RN en Anderson, a las afueras de Colombo.
En los años treinta, la División de Nueva Zelanda de la Marina Real estableció una cadena de estaciones radiogoniométricas (D/F) desde Awarua Radio en las llanuras de Awarua en Southland, Musick Point cerca de Auckland, Waipapakauri en el extremo norte y Suva, Fiyi. Había estaciones de interceptación de radio en Awarua, Suva, Nairnville en Khandallah cerca de Wellington, y desde 1943 HMNZS Irirangi en Waiouru. Las transmisiones se enviaban a la Oficina Combinada del Lejano Oriente a través de la Oficina Naval de Wellington.
La red neozelandesa de estaciones de radio interceptación y D/F enviaba su material a la Oficina Central en Brisbane a pesar de que su principal ámbito de responsabilidad se encontraba fuera de la SWPA. La red se complementó en 1943 con la organización Radio Finger-Printing (RFP) formada por miembros del Women's Royal New Zealand Naval Service («Wrens»). La RFP alertó a los dragaminas HMNZS Kiwi y HMNZS Moa, que atacaron y embistieron al submarino japonés I-1 que transportaba suministros a Guadalcanal el 29 de enero de 1943.
En 1943, la operación naval neozelandesa estaba dirigida por el teniente Philpott, asistido por el profesor Campbell (catedrático de Matemáticas en la Universidad Victoria en Wellington), más un intérprete civil de japonés a tiempo parcial y dos asistentes femeninas, «ambas con una capacidad superior a la media y una de las cuales sabía bastante japonés». Se dijo que era «notablemente productivo» a pesar de su pequeño tamaño y la aparente falta de asistencia o dirección de FRUMEL en Melbourne (donde Rudi Fabian era reacio a cooperar con la Marina Real o la Oficina Central del Ejército de EE. UU.).

## Investigación
Se llevaron a cabo varios proyectos de investigación militar en Nueva Zelanda durante la Segunda Guerra Mundial, especialmente un proyecto conjunto Estados Unidos-Nueva Zelanda en 1944-45 llamado Proyecto Seal para desarrollar una bomba tsunami.

### Temas generales
- Australia en la Segunda Guerra Mundial
- Participantes en la Segunda Guerra Mundial
- Víctimas de la Segunda Guerra Mundial

### Citas
1. ↑  «Impressions – Pilgrimage Cruise of the 28th | 28 Māori Battalion». 28maoribattalion.org.nz (en inglés). Consultado el 3 de diciembre de 2021.
2. ↑  «Fighting for Britain – Second World War – overview | NZHistory, New Zealand history online». www.nzhistory.net.nz (en inglés). Consultado el 4 de junio de 2016.
3. ↑  Venter, Nick (8 de septiembre de 2009). «Did NZ declare war first?». The Dominion Post (en inglés). Consultado el 19 de abril de 2021.
4. ↑  The Empire and the Second World War Radio 4, episodio 88
5. ↑  Hensley, 2009, pp. 20–21.
6. ↑  «Proclamation on 4 September» (en inglés). Auckland Star/Papers Past. 4 de septiembre de 1939.
7. ↑  McGibbon, 2000, pp. 118–120.
8. ↑  Hensley, 2009, p. 248.
9. ↑  Hensley, 2009, p. 254.
10. ↑  Brookes, 2016, pp. 282–283.
11. ↑  White, Tina (11 de mayo de 2019). «Remembering the land girls of World War II». Manawatu Standard (en inglés). Consultado el 7 de marzo de 2020 – via Stuff.co.nz.
12. ↑  Ehrman Volume VI, 1956, p. 222.
13. ↑  McClymont, 1959, p. 487.
14. ↑  Davin, 1953, Chapter: The Canea–Galatas Front.
15. ↑  Crawford, 2000, pp. 140–162.
16. ↑  Hensley, 2009, pp. 234,254.
17. ↑  Hensley, 2009, p. 235,237.
18. ↑  Crawford, 2000, p. 157.
19. ↑  Bradley, 2012, p. 395.
20. ↑  Hensley, 2009, pp. 372.
21. ↑  Wood, F. L. W. (1958). «Photo: Air Vice Marshal L.M. Isitt Signing the Japanese Surrender at Tokyo Bay, September 1945». Title: Political and External Affairs. Wellington: Historical Publications Branch. Consultado el 24 de noviembre de 2019.
22. ↑  McGibbon, 2000, p. 8.
23. ↑  Jenkins, 1992, pp. 147,148.
24. ↑  Elphick, 1998, p. 262.
25. ↑  Bou, 2012, p. 115.
26. ↑  Bou, 2012, p. 18.
27. ↑  Bou, 2012, p. 48.
28. ↑  Elphick, 1998, p. 387.
29. ↑  Smith, 2000, p. 198.
30. ↑  Leech, 1950.